# Grands trains du Sénégal
Les Grands trains du Sénégal SA (GTS-SA), anciennement PTB SA, est une entreprise publique sénégalaise chargée de l'exploitation du réseau ferroviaire du pays, dont la gestion est confiée aux Chemins de fer du Sénégal (CFS). Elle est créée en 2003 en tant que PTB S.A. pour l'exploitation du Petit train de banlieue et placée sous la tutelle du ministère des Infrastructures.
Elle a adhéré à l'Union internationale des chemins de fer (UIC) le 8 juillet 2021.

## Histoire
Le 2 juin 2003, le Petit train de banlieue est constitué sous forme d'une société anonyme, PTB SA, dont le capital appartient à l'État.
Le 18 mars 2020, PTB SA devient la société des Grands trains du Sénégal SA.
À la suite de l'inauguration du TER de Dakar, dont l'exploitation est assurée par la SETER, une filiale du groupe SNCF, la PTB, devenue la société des Grands trains du Sénégal, est redéployée sur les dessertes interurbaines, dont la navette autorail entre Dakar et Thiès.

## Dessertes
| Mise en service | Fermeture | Liaison                                              | Détails                                    |
| --------------- | --------- | ---------------------------------------------------- | ------------------------------------------ |
| 2024            | N/A       | Liaison ferroviaire Diamniadio – Thiès via Pout      | 1 A/R par jour                             |
| N/A             | N/A       | Liaison ferroviaire Diamniadio – Tivaouane via Thiès | Uniquement lors d'événements exceptionnels |